# Stefan Kovač
Stefan Kovač (in serbo Стефан Ковач?; Belgrado, 14 gennaio 1999) è un calciatore bosniaco, centrocampista del Partizan.

## Caratteristiche tecniche
È un mediano.

## Carriera

### Club
Cresciuto nel settore giovanile del Čukarički, ha esordito in prima squadra il 24 febbraio 2019 disputando l'incontro di prima divisione serba vinto 3-0 contro il Voždovac.

### Nazionale
Ha giocato nelle nazionali giovanili bosniache Under-17 ed Under-19.

## Statistiche
Statistiche aggiornate al 12 dicembre 2019.

### Presenze e reti nei club
| Stagione        | Squadra         | Campionato      | Campionato | Campionato | Coppe nazionali | Coppe nazionali | Coppe nazionali | Coppe continentali | Coppe continentali | Coppe continentali | Altre coppe | Altre coppe | Altre coppe | Totale | Totale | Totale |
| Stagione        | Squadra         | Comp            | Pres       | Reti       | Comp            | Pres            | Reti            | Comp               | Pres               | Reti               | Comp        | Pres        | Reti        | Pres   | Reti   |        |
| --------------- | --------------- | --------------- | ---------- | ---------- | --------------- | --------------- | --------------- | ------------------ | ------------------ | ------------------ | ----------- | ----------- | ----------- | ------ | ------ | ------ |
| 2018-2019       | Čukarički       | SL              | 9          | 2          | CS              | 0               | 0               |                    | -                  | -                  |             | -           | -           | 9      | 2      |        |
| 2019-2020       | Čukarički       | SL              | 20         | 1          | CS              | 1               | 0               | UEL                | 4                  | 1                  |             | -           | -           | 25     | 2      |        |
| Totale carriera | Totale carriera | Totale carriera | 29         | 3          |                 | 1               | 0               |                    | 4                  | 1                  |             | -           | -           | 34     | 4      |        |